# 魔人伝
『魔人伝』（原題：W.A.S.P.）は、アメリカ合衆国のヘヴィメタル・バンド、W.A.S.P.が1984年に発表した初のスタジオ・アルバム。

## 背景
W.A.S.P.のデビュー・シングルに当たる「アニマル」は、タイトルや歌詞の問題から所属レーベルのキャピトル・レコードではなくミュージック・フォー・ネイションズから1984年4月にシングルとしてリリースされ、また、キャピトルは「アニマル」を本作に収録することにも反対した。「アニマル」は結果的にスタジオ・アルバム未収録曲となったが、1998年に発売された本作のリマスターCDは、1曲目に「アニマル」を収録している。
本作のプロデューサーの候補にはフランク・ザッパやエース・フレーリー等も挙がっていたが、最終的にはブラッキー・ローレスとマイク・ヴァーニーが共同プロデュースした。

## 反響・評価
バンドの母国アメリカのBillboard 200では74位に達した。スウェーデンでは1984年9月14日付のアルバム・チャートで15位を記録した。日本のオリコンLPチャートでは8週チャート圏内にとどまり、最高21位に達した。
収録曲「悪魔の化身」は、VH1の企画「100 Greatest Hard Rock Songs」で84位にランク・インした。

## 収録曲
特記なき楽曲はブラッキー・ローレス作。

### オリジナル盤
1. 悪魔の化身 - I Wanna Be Somebody - 3:43
2. L.O.V.E.マシーン - L.O.V.E. Machine - 3:51
3. 狂気の炎 - The Flame (Blackie Lawless, Chris Holmes, J. Marquez) - 3:41
4. B.A.D. - B.A.D. - 3:56
5. スクール・デイズ - School Daze - 3:34
6. ヘリオン - Hellion - 3:39
7. スリーピング - Sleeping (In the Fire) - 3:55
8. オン・ユア・ニーズ - On Your Knees - 3:47
9. トーメンター - Tormentor (B. Lawless, C. Holmes) - 4:09
10. 死の拷問 - The Torture Never Stops - 3:55

### リマスターCD
1. アニマル - Animal (Fuck Like a Beast) - 3:07
2. 悪魔の化身 - I Wanna Be Somebody - 3:43
3. ラヴ・マシーン[9] - L.O.V.E. Machine - 3:51
4. 狂気の炎 - The Flame (B. Lawless, C. Holmes, J. Marquez) - 3:41
5. B.A.D. - B.A.D. - 3:56
6. スクール・デイズ - School Daze - 3:34
7. ヘリオン - Hellion - 3:39
8. スリーピング - Sleeping (In the Fire) - 3:55
9. オン・ユア・ニーズ - On Your Knees - 3:47
10. トーメンター - Tormentor (B. Lawless, C. Holmes) - 4:09
11. 死の拷問 - The Torture Never Stops - 3:55
12. ショウ・ノー・マーシー - Show No Mercy - 3:38
13. ペイント・イット・ブラック - Paint It Black (Mick Jagger, Keith Richards) - 3:27

## カヴァー
- 悪魔の化身
  - センテンスト - アルバム『フローズン』（1998年）が2007年に再発された際、この曲のカヴァーがボーナス・トラックとして収録された[10]。
  - ウィッチリー - EP『Witchburner』（1999年）に収録[11]。
  - カタメニア - アルバム『Location: COLD』（2006年）に収録[12]。
- ラヴ・マシーン
  - ララクライ - EP『Fire Within』（2004年）に収録[13]。
- ヘリオン
  - チルドレン・オブ・ボドム - アルバム『フォロー・ザ・リーパー』（2000年）の日本盤CDにボーナス・トラックとして収録。
- スリーピング
  - ティアマット - シングル「Cain」（2003年）に収録[14]。

## 参加ミュージシャン
- ブラッキー・ローレス - ボーカル、ベース
- クリス・ホルムズ - リードギター、リズムギター
- ランディ・パイパー - リードギター、リズムギター、バッキング・ボーカル
- トニー・リチャーズ - ドラムス、バッキング・ボーカル